# Der Beobachter
Le Beobachter, longtemps appelé Der Schweizerische Beobachter, est un périodique suisse de langue allemande, fondé en 1926 et édité à Zurich par Ringier Axel Springer Schweiz AG (de).

## Histoire
Der Schweizerische Beobachter est fondé en 1926 à Zurich par Max Ras,. Le premier numéro, qui compte 32 pages, sort en janvier 1927. Il est distribué gratuitement dans tous les ménages de Suisse alémanique,. Initialement mensuel, le journal adopte un rythme de parution bimensuel en 1930 et le conserve à ce jour. Jusqu'en 1938, il compte un seul employé en la personne de son fondateur. 
Organe de combat politique indépendant des partis, il défend les classes économiquement faibles. Il prend notamment position pour l'égalité des droits des femmes et contre la bureaucratie croissante, dévoile des scandales (placement forcé d'enfants du voyage par Pro Juventute en 1973 ; accusation de fraude fiscale contre le mari de la conseillère fédérale Elisabeth Kopp en 1988) et dénonce des hypocrisies. En 1962, il lance avec succès une initiative populaire fédérale pour influer sur la sixième révision de l'assurance-vieillesse et survivants et obtenir des rentes qui couvrent le minimum vital,,. Il lance également avec succès une autre initiative en septembre 1978 pour indemniser les victimes d'actes de violence criminels,.  
Grâce à son style populaire et à un nombre élevé de lecteurs (plus d'un million jusqu'en 1994), le journal peut s'assurer un volume considérable d'annonces. La rubrique des conseils aux lecteurs, particulièrement développée, donne des informations sur le droit du travail, du droit des baux, du droit de la consommation et du droit de la famille. Ces conseils sont publiés sous forme de livres à partir de 1980 (la collection s'intitule Beobachter-Ratgeber) et une ligne de conseils téléphoniques voit le jour en 2000. Il est le premier journal suisse à avoir un site Internet en 1995. 
En 2010, ce bimensuel bon marché comptait 308 000 abonnés et un lectorat de 814 000 personnes en 2014, soit le plus important de Suisse.
Il est édité depuis 2016 par la coentreprise Ringier Axel Springer Schweiz AG (de),.

## Rédacteur en chef
- Dominique Strebel (depuis mai 2021)[9],[10]
- Andres Büchi (de juillet 2008 à avril 2021)[11]
- Balz Hosang (1er mai 2002 à juin 2008)[12]

## Prix Courage
Le Beobachter remet chaque année depuis 1997 le Prix Courage (de), doté de 15 000 francs (état en 2021), à une personne ou organisation qui n'a pas peur de se battre pour une Suisse ouverte, solidaire et juste,. Le lauréat est désigné pour moitié par un vote des lecteurs et pour moitié par un jury. Ce dernier est longtemps présidé par Franz Hohler (de), puis par Pascale Bruderer et enfin par Susanne Hochuli.